# Dendrobium clavuligerum
Dendrobium clavuligerum är en orkideart som beskrevs av Johannes Jacobus Smith. Dendrobium clavuligerum ingår i släktet Dendrobium, och familjen orkidéer. Inga underarter finns listade i Catalogue of Life.